# Brice Lalonde

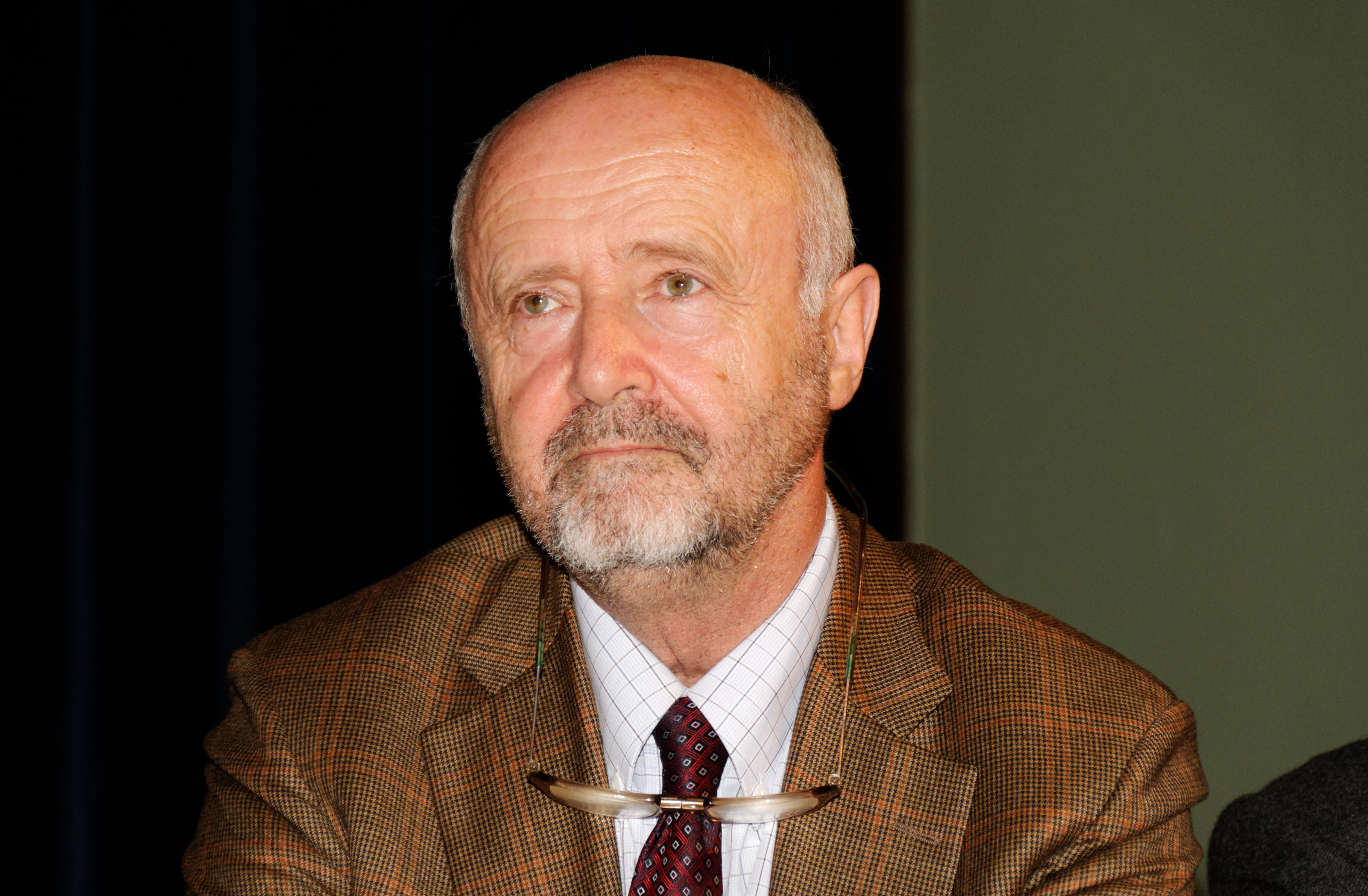
Brice Lalonde 2014

Brice Lalonde (* 10. Februar 1946 in Neuilly-sur-Seine) ist ein französischer Politiker und Umweltaktivist. Von 1988 bis 1990 war er Staatssekretär für Umwelt, anschließend bis 1992 Umweltminister Frankreichs sowie von 1990 bis 2002 Vorsitzender der Partei Génération écologie. Von 2007 bis 2010 war er französischer Botschafter für internationale Klimaverhandlungen und 2011–2012 Koordinator der Konferenz der Vereinten Nationen über nachhaltige Entwicklung (Rio+20).

## Herkunft, Jugend, Umweltaktivismus
Lalondes Vater Alain-Gauthier Lévy Lalonde, ein Textilunternehmer, stammte aus einer jüdischen Familie aus dem Elsass. Seine Mutter Fiona Forbes stammte aus einer Bostoner Unternehmerfamilie. Der US-Politiker John Kerry ist sein Cousin. Brice Lalonde studierte an der Sorbonne Jura sowie lettres classiques (klassische Sprachen, Literatur und Philosophie) und schloss in beiden Fächern mit einer Licence ab. Er war Mitglied des linken Studentenverbands Union nationale des étudiants de France (UNEF). Als Vorsitzender der UNEF an der Sorbonne nahm er im Mai 1968 an den Studentenprotesten in Paris teil.
Ab den 1970er-Jahren engagierte er sich bei Les Amis de la Terre France, dem französischen Landesverband von Friends of the Earth. Zweimal – 1973 und 1981 – segelte er über den Pazifik, um gegen französische Kernwaffentests auf dem Atoll Mururoa zu protestieren. Im Vorfeld der französischen Präsidentschaftswahl 1974 leitete Lalonde den Wahlkampf von René Dumont, dem ersten Präsidentschaftskandidaten aus der Umweltbewegung. Dieser erhielt 1,3 Prozent der Stimmen. Bei einer Nachwahl im 3. Wahlkreis von Paris (entspricht dem 5. Arrondissement mit dem Quartier Latin) trat Lalonde 1976 gegen den Bezirksbürgermeister und ausgeschiedenen Staatssekretär Jean Tiberi an und kam mit 6,6 Prozent der Stimmen auf den vierten Platz. 1977 initiierte er die Gründung des „freien“ (nichtkommerziellen) Rundfunksenders Radio Verte.
Obwohl er kein Mitglied der damaligen grünen Partei MEP war, setzte sich Lalonde in der Vorwahl als Kandidat der Umweltbewegung zur Präsidentschaftswahl 1981 durch. Bei der eigentlichen Wahl erreichte er mit 3,9 Prozent der Stimmen im ersten Wahlgang den fünften Platz. Die Gründung der Partei Les Verts lehnte Lalonde ab, stattdessen bevorzugte er ein überparteiliches Engagement für Umweltschutz. Bei der Europawahl 1984 trat Lalonde als einer der drei Spitzenkandidaten der Liste Entente radicale écologiste pour les États-Unis d’Europe („radikales und ökologisches Bündnis für die Vereinigten Staaten von Europa“) gemeinsam mit dem linksliberalen MRG und in Konkurrenz zu Les Verts an. Seine Liste erhielt 3,3 Prozent und verpasste (ebenso wie Les Verts) den Einzug ins Europäische Parlament. 1987 wurde er Direktor des Pariser Büros des Institute for European Environmental Policy (IEEP).

## Umweltminister und Parteivorsitzender

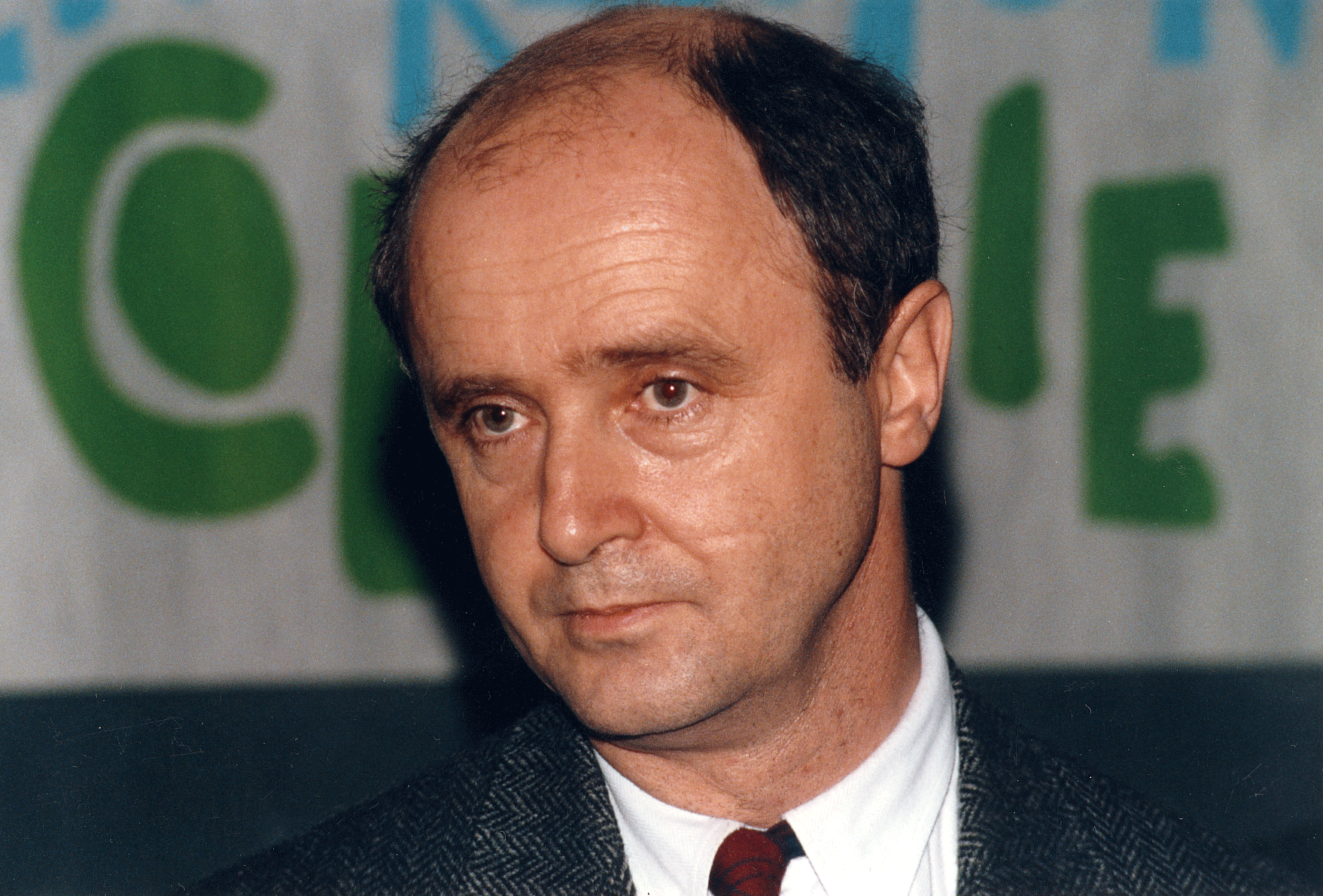
Umweltminister Brice Lalonde (1991)

Nach der Wiederwahl des Staatspräsidenten François Mitterrand im Mai 1988 waren dieser und sein Premierminister Michel Rocard (beide PS) bestrebt, die Regierung über Parteigrenzen und politische Lager hinweg zu „öffnen“ (ouverture). In diesem Sinne beriefen sie Lalonde als Staatssekretär für Umwelt in die Regierung, wo er direkt dem Premierminister unterstand. Im März 1989 bekam er zusätzlich die Zuständigkeit für die „Vorbeugung großer technologischer und natürlicher Risiken“. Mit einer „Bemerkung über die Verantwortung der Landwirtschaft an der gestiegenen Nitratbelastung des Trinkwassers“ löste er am 20. Februar 1990 „heftige Polemiken seitens der Landwirtschaftsverbände aus“.
Entgegen seiner früheren Abneigung gegen die Parteipolitik initiierte Lalonde im Mai 1990 gemeinsam mit dem Bürgermeister von Valenciennes und Europaabgeordneten Jean-Louis Borloo die Partei Génération écologie (GE). Dieser traten auch der Journalist Noël Mamère und die Umweltrechtlerin Corinne Lepage bei. Die Partei trat gemäßigter auf und positionierte sich stärker in der politischen Mitte als Les Verts, außerdem stimmte sie der Nutzung von Kernenergie zu. Lalonde wurde auf dem ersten Parteitag zum Vorsitzenden der Partei gewählt. Bei der Kabinettsumbildung im Oktober 1990 wurde Lalondes Regierungsamt zu einem beigeordneten Minister aufgewertet. Édith Cresson richtete in ihrer Regierung im Mai 1991 ein eigenständiges Umweltministerium ein und ernannte Brice Lalonde zum Ressortchef. Mit dem Rücktritt Cressons im April 1992 endete auch Lalondes Amtszeit als Minister, seine Nachfolgerin war Ségolène Royal (PS).
Lalondes Partei Génération écologie schnitt bei den Regionalwahlen 1992 mit landesweit 7,3 Prozent der Stimmen relativ stark ab und zog in die meisten Regionalräte ein. Bei der Parlamentswahl 1993 erhielt sie jedoch aufgrund des Mehrheitswahlrechts keinen einzigen Sitz. Im Jahr darauf brach ein Streit über die künftige Strategie der Partei aus: Der Flügel von Noël Mamère wollte ein Bündnis mit den linken Parteien, Lalonde wollte die Partei unabhängig von beiden politischen Lagern halten. Der Vorsitzende konnte seine Position knapp durchsetzen, Mamère und seine Unterstützer verließen die Partei, die daraufhin an Bedeutung verlor. Bei der Europawahl 1994 war Lalonde Spitzenkandidat der Génération écologie, die jedoch nur 2 Prozent der Stimmen erhielt. Tatsächlich näherte er sich in der Folgezeit dem Mitte-rechts-Lager an und entfremdete sich damit von vielen seiner früheren Mitstreiter. Bei der Präsidentschaftswahl 1995 rief Lalonde, nachdem er selbst aufgrund fehlender Unterstützerunterschriften (parrainages) nicht antreten konnte, zur Wahl des Konservativen Jacques Chirac (RPR) auf.
Von 1995 bis 2008 war Lalonde Bürgermeister von Saint-Briac-sur-Mer an der Côte d’Émeraude in der Bretagne. Die Familie seines Großvaters John Grant Forbes besitzt dort seit den 1920er-Jahren ein Haus am Meer. Bei der Regionalwahl 1998 wurde er über eine gemeinsame Liste mit den Mitte-Rechts-Parteien UDF und RPR in den Regionalrat der Bretagne gewählt. Seine Partei benannte sich 2000 in Génération Écologie – Les Bleus um. Nachdem er zur Präsidentschaftswahl 2002 wieder zu wenig Unterstützer unter lokalen Amtsträgern gefunden hatte, zog sich Lalonde aus der nationalen Politik zurück.

## Botschafter und Koordinator für Klimagipfel
Auf Vorschlag seines früheren Parteikollegen Jean-Louis Borloo, der inzwischen Umweltminister war, ernannte die Regierung von François Fillon Lalonde im September 2007 zum Sonderbotschafter für Verhandlungen zum Klimawandel. UN-Generalsekretär Ban Ki-moon berief Lalonde Ende 2010 zum Koordinator der Konferenz der Vereinten Nationen über nachhaltige Entwicklung, die im Juni 2012 in Rio de Janeiro stattfand.

## Endnoten
1. 1 2  Karin Cherloneix: Saint-Briac. John Kerry, le cousin d’Amérique. In: Ouest France, 23. Dezember 2012.
2. ↑  Ohne Autor: Chronik August 1989 – Juli 1990, in: Deutsch-Französisches Institut (Hrsg.): Frankreich-Jahrbuch 1990, Opladen 1990, S. 247–254, S. 250.

| Personendaten    | Personendaten                              |
| ---------------- | ------------------------------------------ |
| NAME             | Lalonde, Brice                             |
| KURZBESCHREIBUNG | französischer Politiker (Parti socialiste) |
| GEBURTSDATUM     | 10. Februar 1946                           |
| GEBURTSORT       | Neuilly-sur-Seine                          |